# 吕格兰
吕格兰（法語：Lugrin，法語發音：[lyɡʁɛ̃]）是法国上萨瓦省的一个市镇，属于托农莱班区。

## 地理
吕格兰（46°24'9"N, 6°39'55"E）面积13.22 平方千米，位于法国奥弗涅-罗讷-阿尔卑斯大区上萨瓦省，该省份为法国东部省份，历史上为薩伏依的一部分，北与瑞士接壤，西接安省，南至萨瓦省，东与瑞士和意大利接壤。
与吕格兰接壤的市镇（或旧市镇、城区）包括：贝尔内克斯、莱芒湖畔马克西利、梅耶里、圣波勒昂沙布莱、托隆莱梅米斯。

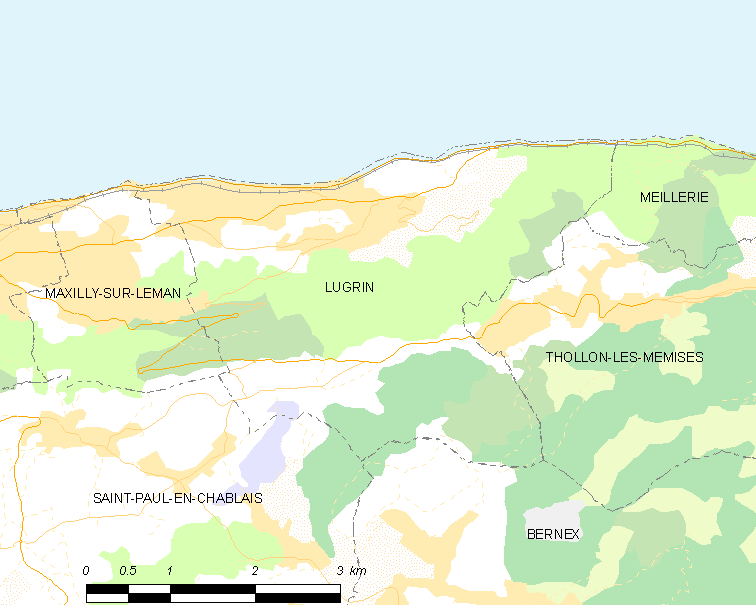
吕格兰的OSM定位图

吕格兰的时区为UTC+01:00、UTC+02:00（夏令时）。

## 行政
吕格兰的邮政编码为74500，INSEE市镇编码为74154。

## 政治
吕格兰所属的省级选区为埃维昂莱班县。

## 人口

1962-2008年间吕格兰人口变化图示

吕格兰于2022年1月1日时的人口数量为2536人。